# Estudio de animación

JHS Animation es un Estudio de Animacion

Un estudio de animación ya sea televisivo o cinematográfico, está encargado de planear, maquetar, diseñar y desarrollar filmes (largos o cortos metrajes) y series de producción en masa (para la pantalla chica), de la amplísima gama de técnicas del dibujo animado desarrollados a lo largo de su evolución, desde los cuadro por cuadro hechos a mano, hasta los modernos métodos de animación computarizada.

## Historia
Sus inicios, junto con el cine mudo en blanco y negro, y los dibujos hechos a mano hasta el actual esplendor del color, el sonido y la tercera dimensión.
Esta clase de estudios están muy ligados al origen y evolución del cine y de las historietas o cómic, ya que combina la esencia de ambas; el cine y la fotografía junto con los efectos visuales creados en las historietas y publicaciones afines, dieron la pauta para dar darle vida a imágenes estáticas.

### Primeros pasos
Las primeras técnicas de animación fueron muy tediosas y laboriosas e implicaban un trabajo monumental. En la década del 1910, gracias a la creación de las celdas por Bray y Hurd, este proceso se aceleró, ya que se podía mover a los personajes en láminas transparentes y dejar fijos los fondos, ya no había necesidad de volver a pintar los fondos cuadro a cuadro.

### El sonido, el blanco y negro y el color en la animación
Walt Disney Studios personajes de caricatura incluso Mickey Mouse, Pato Donald, Goofy y Pluto. Estos estudios fueron los pioneros de la técnica del doblaje cuando se implementó el cine sonoro y los pioneros del color y del Technicolor, por ejemplo, el filme animado de 1937 de Walt Disney Blancanieves y los siete enanitos se implementó el uso del Technicolor y de la cámara multiplanos, la más vanguardista de su época.

### Nuevas técnicas de animación
Warner Brothers Animation Studios, recientemente ha estado realizando versiones experimentales de animación, mezclando múltiples conceptos e ideas junto con el sincretismo de técnicas de antaño con técnicas de vanguardia, claro ejemplo es MAD, serie de corte adolescente transmitida por Cartoon Network.
Esta industria también ha hecho remakes de viejas fórmulas de la época dorada de Los Looney Tunes, claro ejemplo de ello es El nuevo show de los Looney Tunes, que ha retomado las secciones de Merrie Melodies (conocidas como "Fantasías Animadas" en Latinoamérica) como musicales contemporáneos multigéneros y cabe mencionar también la versión de sus diseños con líneas menos complicadas y más estilizadas.

## Tipos de animación
- Animación tradicional: Es el típico “dibujo animado” que se hizo popular en las películas y series del siglo XX. Las imágenes individuales dentro de una sucesión de imágenes son fotografías de dibujos que fueron hechos previamente sobre papel. Para crear la ilusión de movimiento, cada dibujo individual difiere muy poco del anterior.

- Animación completa: Es aquella en la que los trazos son finos y el nivel de detalle es muy alto, por lo que la calidad de la animación también lo es. Muchas películas de Disney son ejemplos claros, como La Bella y la Bestia, Aladín, El Rey León, etc.

- Animación limitada: El nivel de detalle es menor ya que se simplifican los movimientos. El costo de creación es menor, y ha sido utilizado, como por ejemplo, para fines publicitarios en televisión y en la creación de dibujos animé, obviamente para conseguir un mayor beneficio económico a costa de una pérdida de fluidez y calidad en la animación. Esto se ve por ejemplo en Los Picapiedras o El Correcaminos.

- Rotoscopia: es una técnica creada en 1914 por los hermanos Fleischer, creadores de Betty Boop, en la cual los dibujos se realizan sobre la base de una escena real con personas, recreando determinada escena de la película. Hay ejemplos en la filmografía de Disney, en los que se utilizó para animar algunos personajes, como Blancanieves (obviamente no para los siete enanitos), al igual que Cenicienta, o también Los viajes de Gulliver, de Fleischer Productions. Hoy día se sigue usando profusamente esta técnica en todo tipo de animaciones y videoclips, así como lo que podríamos considerar su vertiente dentro de la animación 3D, es decir, la captura de movimientos a partir de la interpretación de actores reales.

- “Stop Motion”: Es aquel procedimiento por el cual se recrea el movimiento de un objeto determinado, gracias a sucesivas imágenes tomadas de la realidad (de personas, animales, objetos como plastilina, etc.). Se construye el movimiento fotografía a fotografía. El Go Motion es una variante del Stop Motion en la que se aplica un sistema de control a las marionetas o animatronics, así como a las cámaras, para realizar movimientos mientras se plasma la acción foto a foto. Consiguiendo así el efecto blur, es decir, una distorsión o rastro del personaje, ya que se encontraba en movimiento en el momento de echar la foto.

- La Animación con recortes se utilizó desde el primer corto de animación de Stuart Blackton,  Humorous Phases of Funny Faces, en 1906. Pero fue la alemana Lotte Reiniger quien hizo en 1926 el primer largometraje de animación con esta técnica, concretamente en su vertiente de siluetas. Se pueden usar figuras recortadas de cartón, papel o incluso fotografías. Los cuerpos de los personajes se construyen (recortando las partes móviles) y los animadores van cambiando la posición y reemplazando las diferentes partes que componen el personaje, obteniendo diversas poses, dando, de esa manera, vida al personaje.

- Dentro de las Animaciones hay sub Categorías de animaciones:
- Claymation: es la técnica que utiliza la plastilina para la creación de imágenes (personas, animales, objetos, etc.). La película infantil Wallace y Gromit – El hombre de Nieve fue realizada con esta técnica.

- Brickfilm: Es un sub-género dentro de la animación con objetos, que consta de la utilización de Legos u otros juguetes similares para hacer una animación. Las películas hechas con Lego son un ejemplo de este tipo de animaciones.

- Pixelación: Es una técnica que se centra en la utilización de personas para conseguir determinados efectos, como aparecer y desaparecer de repente.

- Animación computarizada: Este grupo comprende diversas técnicas, con el factor común del uso de computadoras para la creación de imágenes digitalizadas. La gente que desconoce sus procedimientos tiene la errónea idea de que este tipo de animación lleva menor tiempo de creación que las anteriormente mencionadas. Nada más lejos de la realidad, pues para su puesta en escena se crean los objetos y escenarios tridimensionales (aunque con frecuencia no se vayan a ver en 360º), con sistemas de iluminación mucho más complejos, y la animación de los personajes requiere exactamente de los mismos principios (keyframes, curvas, etc.) que la animación tradicional.

- La animación por computadora: (también llamada animación digital, animación informática o animación por ordenador) es la técnica que consiste en crear imágenes en movimiento mediante el uso de una computadora (máquina también llamada, a veces, «ordenador»). Cada vez más los gráficos creados son en 3D, aunque los gráficos en 2D todavía se siguen usando ampliamente para conexiones lentas y aplicaciones en tiempo real que necesitan renderizar rápido. Algunas veces el objetivo de la animación es la computación en sí misma, otra puede ser otro medio, como los diagramas de infografía o una película. Los diseños se elaboran con la ayuda de programas de diseño, modelado y por último renderizado. Para crear la ilusión del movimiento, una imagen se muestra en pantalla sustituyéndose rápidamente por una nueva imagen en un fotograma diferente. Esta técnica es idéntica a la manera en que se logra la ilusión de movimiento en las películas y en la televisión.  Algunos ejemplos de la Animación por computación: En los últimos años, el Motion Graphics (gráficos en movimiento) está teniendo un éxito rotundo, sobre todo en el ámbito corporativo; debido principalmente a que permite describir de una forma clara cualquier producto o servicio; y además a que la relación coste – resultado en su producción es bastante rentable. Se caracteriza por usar tipografías y figuras abstractas, los cuales se mueven de una forma atractiva, para dar ritmo y personalidad al mensaje.

- Efectos visuales de cine. Aunque hace años la creación de este tipo de efectos conllevaba la infraestructura de una auténtica producción de cine, y por supuesto, un coste directamente proporcional, hoy día la capacidad de los ordenadores domésticos y la existencia de software gratuito capaz de realizarlos ha eliminado esa barrera económica, con lo que sus posibilidades están al alcance de todo aquel con suficiente talento y constancia como para dedicarle las horas y el esfuerzo necesarios. Este formato suele venir combinado con grabación de video real, y se reserva la elaboración de elementos 3d realistas a aquellos objetos, animales o entornos irreales, de ciencia ficción; cuya representación sería imposible de realizar en la vida real.

Otros tipos de Animación:
- Existen muchas técnicas para animar que sólo han sido utilizadas por unos pocos y que principalmente, son desconocidas para el gran público. Entre las más destacadas podemos incluir: la animación de arena, pintura sobre cristales, agujas, pintura sobre celuloide, gotas de agua, grafitis, cacahuetes e incluso tostadas, aunque para los especialistas en la materia, la mayoría de ellas se considerarían enmarcadas dentro de la técnica ya comentada del stop-motion…

## Estudios de Animación Famosos

### Estudios pioneros de la animación
1. Fleischer Studios (EE.UU, fundada en 1921)
2. Walt Disney (EE.UU, fundada el 16 de octubre de 1923)
3. Warner Bros. Animation (EE.UU, fundado en 1933)
4. Soyuzmultfilm (Unión Soviética, fundado el 10 de junio de 1936)
5. Toei Animation (Japón, fundado el 23 de junio de 1948)
6. Hanna Barbera Productions (EE.UU, fundada en 1957)
7. Pixar Animation Studios (EE.UU, fundada el 3 de febrero de 1986 / Subsidiaria de Disney

### Estudios de Animación más grandes en la actualidad (2012)
1. Pixar Animation Studios (EE.UU, fundada el 3 de febrero de 1986 / Subsidiaria de Disney
2. Walt Disney Animation Studios (EE.UU, fundada el 16 de octubre de 1923)
3. DreamWorks Animation (EE.UU, fundada el 12 de octubre de 1994)
4. Madhouse (Japón, fundada el 17 de octubre de 1972)
5. Studio Ghibli (Japón, fundada en 1985)
6. Sony Pictures Animation (EE.UU., fundado en 2002)
7. Aardman Animations (Reino Unido, fundado en 1972)

### Estudios de Animación ya extintos
1. Filmation (EE.UU., fundado en 1962, extinto en 1989)
2. Manglobe (Japón, fundado en 2002, extinto en 2015)

## Proyecciones
Todo este tipo de animaciones se suelen ver en:
- Juegos
- Películas
- Series
- Televisión
- Cortometrajes
- Largometrajes
- Videos
- Páginas Web
- Logos

Aquí es donde se suelen ver todos los tipos de animaciones mencionados anteriormente.